# Robert Mueller
Robert Swan Mueller III (ur. 7 sierpnia 1944 w Nowym Jorku) – amerykański prawnik, dyrektor Federalnego Biura Śledczego Stanów Zjednoczonych od 4 września 2001 do 2013 roku.

## Życiorys
Wychował się w Filadelfii w stanie Pensylwania. Ma żonę, Ann, oraz dwie córki.
W latach 2001–2013 był dyrektorem FBI. Był najdłużej sprawującym tę funkcję od czasów J. Edgara Hoovera.
17 maja 2017 r. został mianowany przez Departament Sprawiedliwości specjalnym prokuratorem do nadzorowania federalnego śledztwa w sprawie zarzutów o ingerencję Rosji w wybory prezydenckie w 2016 roku. Na to stanowisko mianował go zastępca prokuratora generalnego Rod Rosenstein, ponieważ prokurator generalny Jeff Sessions wycofał się z nadzoru nad śledztwem w tej sprawie z powodu własnych zatajonych kontaktów z rosyjskimi urzędnikami. 3 sierpnia Mueller powołał ławę przysięgłych, która zdecyduje, czy komuś zostaną przedstawione zarzuty w prowadzonym przez niego śledztwie.